# Rubedo
Rubedo é uma palavra em latim que significa avermelhado. Foi adotada pelos alquimistas para designar o quarto e último estado da alquimia: a iluminação. É precedido pelos estados nigredo (morte espiritual), albedo (purificação), e citrinitas (despertar).